# III liga polska w piłce nożnej (grupa III 2000–2008)

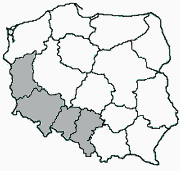
Zasięg trzeciej grupy III ligi

Grupa trzecia III ligi jest jedną z czterech grup III ligi piłki nożnej w Polsce. Grupa ta powstała w 2002 roku na skutek reorganizacji rozgrywek. Obecnie występuje w niej 16 drużyn z województw: śląskiego, opolskiego, dolnośląskiego, lubuskiego. W sezonie 2007/2008 opiekunem rozgrywek jest Dolnośląski Związek Piłki Nożnej z siedzibą we Wrocławiu. 

## Sezon 2007/2008

### Drużyny
Drużyny trzeciej grupy III ligi polskiej sezonu 2007/2008: Arka Nowa Sól, Chrobry Głogów, Gawin Królewska Wola, GKP Gorzów Wielkopolski, Koszarawa Żywiec, Lechia Zielona Góra, Miedź Legnica, MKS Kluczbork, Orzeł Ząbkowice Śląskie, Pogoń Świebodzin, Polonia Słubice, Raków Częstochowa, Rozwój Katowice, Skalnik Gracze, Unia Kunice, Walka Makoszowy Zabrze.

### Tabela
| Lp. | Drużyna                         | M  | Z  | R  | P  | Bramki | Bramki | Różn. | Pkt | Uwagi                            | Bezpośrednio                |
| --- | ------------------------------- | -- | -- | -- | -- | ------ | ------ | ----- | --- | -------------------------------- | --------------------------- |
| 1   | GKP Gorzów Wielkopolski (M) (A) | 30 | 17 | 10 | 3  | 41     | 14     | +27   | 61  | Awans do I ligi                  |                             |
| 2   | Raków Częstochowa               | 30 | 19 | 2  | 9  | 58     | 26     | +32   | 59  | awans do nowo utworzonej II ligi |                             |
| 3   | Gawin Królewska Wola            | 30 | 17 | 6  | 7  | 59     | 29     | +30   | 57  | awans do nowo utworzonej II ligi |                             |
| 4   | MKS Kluczbork                   | 30 | 16 | 8  | 6  | 55     | 31     | +24   | 56  | awans do nowo utworzonej II ligi |                             |
| 5   | Miedź Legnica                   | 30 | 15 | 8  | 7  | 54     | 25     | +29   | 53  | awans do nowo utworzonej II ligi |                             |
| 6   | Polonia Słubice                 | 30 | 14 | 7  | 9  | 50     | 31     | +19   | 49  | awans do nowo utworzonej II ligi |                             |
| 7   | Lechia Zielona Góra             | 30 | 12 | 10 | 8  | 50     | 41     | +9    | 46  | awans do nowo utworzonej II ligi | LZG – ROZ 4:1 ROZ – LZG 2:1 |
| 8   | Rozwój Katowice (S)             | 30 | 13 | 7  | 10 | 37     | 30     | +7    | 46  | Spadek do III ligi               | LZG – ROZ 4:1 ROZ – LZG 2:1 |
| 9   | Orzeł Ząbkowice Śląskie (S)     | 30 | 13 | 6  | 11 | 46     | 47     | −1    | 45  | Spadek do III ligi               |                             |
| 10  | Walka Makoszowy (S)             | 30 | 12 | 7  | 11 | 42     | 37     | +5    | 43  | Spadek do III ligi               |                             |
| 11  | Koszarawa Żywiec (S)            | 30 | 11 | 7  | 12 | 49     | 47     | +2    | 40  | Spadek do III ligi               |                             |
| 12  | Chrobry Głogów (S)              | 30 | 8  | 8  | 14 | 29     | 37     | −8    | 32  | Spadek do III ligi               |                             |
| 13  | Arka Nowa Sól (S)               | 30 | 8  | 7  | 15 | 35     | 60     | −25   | 31  | Spadek do III ligi               |                             |
| 14  | Unia Kunice (S)                 | 30 | 6  | 4  | 20 | 23     | 59     | −36   | 22  | Spadek do III ligi               |                             |
| 15  | Skalnik Gracze (S)              | 30 | 6  | 1  | 23 | 20     | 70     | −50   | 19  | Spadek do III ligi               |                             |
| 16  | Pogoń Świebodzin (S)            | 30 | 1  | 6  | 23 | 17     | 81     | −64   | 9   | Spadek do III ligi               |                             |

## Sezon 2006/2007

### Drużyny
W sezonie 2006/2007 za rozgrywki toczące się w tej grupie odpowiedzialny był Śląski Związek Piłki Nożnej.
| Uczestnicy poprzedniej edycji                                                                                 | Uczestnicy poprzedniej edycji | Uczestnicy poprzedniej edycji | Uczestnicy poprzedniej edycji |
| --- | ----------------------------- | ----------------------------- | ----------------------------- |
| JAS | GKS Jastrzębie                | 3                             |                               |
| GKW | Gawin Królewska Wola          | 4                             |                               |
| ROZ | Rozwój Katowice               | 5                             |                               |
| CHG | Chrobry Głogów                | 6                             |                               |
| RAK | Raków Częstochowa             | 7                             |                               |
| LZG | Lechia Zielona Góra           | 8                             |                               |
| SKG | Skalnik Gracze                | 9                             |                               |
| WAM | Walka Makoszowy               | 10                            |                               |
| ANS | Arka Nowa Sól                 | 11                            |                               |
| POG | Pogoń Świebodzin              | 12                            |                               |
| PSŁ | Polonia Słubice               | 13                            |                               |
| Spadek z II ligi 2005/2006                                                                                    |                               |                               |                               |
| SZJ | Szczakowianka Jaworzno        | 17                            |                               |
| Awans z IV ligi 2005/2006                                                                                     |                               |                               |                               |
| grupa dolnośląska                                                                                             |                               |                               |                               |
| ZA2 | Zagłębie II Lubin             | 1                             |                               |
| grupa lubuska                                                                                                 |                               |                               |                               |
| GKP | GKP Gorzów Wielkopolski       | 1                             |                               |
| grupa opolska                                                                                                 |                               |                               |                               |
| TOR | TOR Dobrzeń Wielki            | 1                             |                               |
| grupa śląska I                                                                                                |                               |                               |                               |
| KAT | GKS Katowice                  | 1                             |                               |
| Oznaczenia: - kolumna pierwsza – skróty nazw drużyn, - kolumna trzecia – miejsce zajęte w poprzednim sezonie. |                               |                               |                               |

Objaśnienia:
1. GKS Katowice wygrał baraże o awans do III ligi z BKS-em Stalą Bielsko-Biała.

### Tabela końcowa
| Lp. | Drużyna                     | M  | Z  | R  | P  | Bramki | Bramki | Różn. | Pkt | Uwagi             | Bezpośrednio                |
| --- | --------------------------- | -- | -- | -- | -- | ------ | ------ | ----- | --- | ----------------- | --------------------------- |
| 1   | GKS Jastrzębie (M) (A)      | 30 | 19 | 6  | 5  | 52     | 21     | +31   | 63  | Awans do II ligi  |                             |
| 2   | GKS Katowice (B)            | 30 | 16 | 8  | 6  | 48     | 19     | +29   | 56  | Baraże o II ligę  |                             |
| 3   | Gawin Królewska Wola        | 30 | 15 | 7  | 8  | 48     | 33     | +15   | 52  |                   |                             |
| 4   | Polonia Słubice             | 30 | 13 | 10 | 7  | 34     | 27     | +7    | 49  |                   |                             |
| 5   | Raków Częstochowa           | 30 | 12 | 11 | 7  | 43     | 30     | +13   | 47  |                   |                             |
| 6   | Rozwój Katowice             | 30 | 11 | 13 | 6  | 32     | 22     | +10   | 46  |                   |                             |
| 7   | Walka Makoszowy             | 30 | 12 | 9  | 9  | 42     | 35     | +7    | 45  |                   |                             |
| 8   | Lechia Zielona Góra         | 30 | 13 | 5  | 12 | 44     | 40     | +4    | 44  |                   |                             |
| 9   | GKP Gorzów Wielkopolski     | 30 | 10 | 13 | 7  | 31     | 23     | +8    | 43  |                   |                             |
| 10  | Chrobry Głogów              | 30 | 9  | 7  | 14 | 32     | 42     | −10   | 34  |                   |                             |
| 11  | Skalnik Gracze              | 30 | 8  | 9  | 13 | 25     | 38     | −13   | 33  |                   |                             |
| 12  | Szczakowianka Jaworzno1 (S) | 30 | 7  | 11 | 12 | 28     | 44     | −16   | 32  | Spadek do klasy A | SZJ – ZA2 1:1 ZA2 – SZJ 2:2 |
| 13  | Zagłębie II Lubin1          | 30 | 8  | 8  | 14 | 39     | 51     | −12   | 32  | Drużyna wycofana  | SZJ – ZA2 1:1 ZA2 – SZJ 2:2 |
| 14  | Pogoń Świebodzin1           | 30 | 6  | 10 | 14 | 20     | 40     | −20   | 28  |                   |                             |
| 15  | Arka Nowa Sól1              | 30 | 5  | 12 | 13 | 28     | 46     | −18   | 27  |                   |                             |
| 16  | TOR Dobrzeń Wielki (S)      | 30 | 3  | 7  | 20 | 21     | 56     | −35   | 16  | Spadek do IV ligi |                             |

### Baraże o II ligę
Ze względu na karną degradację KSZO Ostrowiec Świętokrzyski do III ligi, drużyna, która została do niego dolosowana w barażach (GKS Katowice) uzyskała awans bez gry.
| 24 czerwca 2007 | GKS Katowice | 3:0 wo. | KSZO Ostrowiec Świętokrzyski |  |
|                 |              |         |                              |  |

| 27 czerwca 2007 | KSZO Ostrowiec Świętokrzyski | 0:3 wo. | GKS Katowice |  |
|                 |                              |         |              |  |

## Sezon 2005/2006

### Drużyny
| Uczestnicy poprzedniej edycji                                                                                 | Uczestnicy poprzedniej edycji | Uczestnicy poprzedniej edycji | Uczestnicy poprzedniej edycji |
| --- | ----------------------------- | ----------------------------- | ----------------------------- |
| PWR | Polar Wrocław                 | 3                             |                               |
| RRA | Ruch Radzionków               | 4                             |                               |
| MIE | Miedź Legnica                 | 5                             |                               |
| ROZ | Rozwój Katowice               | 6                             |                               |
| PRŻ | Promień Żary                  | 7                             |                               |
| JAS | Górnik Jastrzębie Zdrój       | 82                            |                               |
| ANS | Arka Nowa Sól                 | 9                             |                               |
| CHG | Chrobry Głogów                | 10                            |                               |
| WAM | Walka Makoszowy               | 11                            |                               |
| ODO | Odra Opole                    | 12                            |                               |
| LZG | Lechia Zielona Góra           | 13                            |                               |
| PSŁ | Polonia Słubice               | 143                           |                               |
| Awans z IV ligi 2004/2005                                                                                     |                               |                               |                               |
| grupa dolnośląska                                                                                             |                               |                               |                               |
| GKW | Gawin Królewska Wola          | 1                             |                               |
| grupa lubuska                                                                                                 |                               |                               |                               |
| POG | Pogoń Świebodzin              | 1                             |                               |
| grupa opolska                                                                                                 |                               |                               |                               |
| SKG | Skalnik Gracze                | 1                             |                               |
| grupa śląska I                                                                                                |                               |                               |                               |
| RAK | Raków Częstochowa             | 1                             |                               |
| Oznaczenia: - kolumna pierwsza – skróty nazw drużyn, - kolumna trzecia – miejsce zajęte w poprzednim sezonie. |                               |                               |                               |

Objaśnienia:
1. Raków Częstochowa wygrał baraże o awans do III ligi z Koszarawą Żywiec.
2. Górnik Jastrzębie Zdrój zmienił nazwę na GKS Jastrzębie.
3. Po wycofaniu się GKS-u Katowice (spadkowicza z I ligi), Szczakowianka Jaworzno utrzymała się w II lidze. Zwolnione miejsce w III lidze zajęła Polonia Słubice.

### Tabela końcowa
| Lp. | Drużyna               | M  | Z  | R  | P  | Bramki | Bramki | Różn. | Pkt | Uwagi                       | Bezpośrednio                |
| --- | --------------------- | -- | -- | -- | -- | ------ | ------ | ----- | --- | --------------------------- | --------------------------- |
| 1   | Miedź Legnica (M) (A) | 30 | 15 | 10 | 5  | 44     | 23     | +21   | 55  | Awans do II ligi            |                             |
| 2   | Odra Opole (B)        | 30 | 14 | 12 | 4  | 40     | 20     | +20   | 54  | Baraże o II ligę            | ODO – JAS 1:1 JAS – ODO 2:2 |
| 3   | GKS Jastrzębie        | 30 | 16 | 6  | 8  | 54     | 32     | +22   | 54  |                             | ODO – JAS 1:1 JAS – ODO 2:2 |
| 4   | Gawin Królewska Wola  | 30 | 12 | 10 | 8  | 45     | 36     | +9    | 46  |                             |                             |
| 5   | Rozwój Katowice       | 30 | 10 | 14 | 6  | 23     | 20     | +3    | 44  |                             |                             |
| 6   | Chrobry Głogów        | 30 | 12 | 7  | 11 | 42     | 32     | +10   | 43  | CHG – RAK 1:0 RAK – CHG 0:1 |                             |
| 7   | Raków Częstochowa     | 30 | 12 | 7  | 11 | 45     | 28     | +17   | 43  | CHG – RAK 1:0 RAK – CHG 0:1 |                             |
| 8   | Lechia Zielona Góra   | 30 | 11 | 9  | 10 | 35     | 27     | +8    | 42  |                             |                             |
| 9   | Skalnik Gracze        | 30 | 10 | 8  | 12 | 32     | 35     | −3    | 38  | SKG – WAM 0:0 WAM – SKG 1:3 |                             |
| 10  | Walka Makoszowy       | 30 | 9  | 11 | 10 | 27     | 36     | −9    | 38  | SKG – WAM 0:0 WAM – SKG 1:3 |                             |
| 11  | Arka Nowa Sól         | 30 | 8  | 10 | 12 | 28     | 38     | −10   | 34  | ANS – POG 1:0 POG – ANS 1:2 |                             |
| 12  | Pogoń Świebodzin      | 30 | 9  | 7  | 14 | 31     | 42     | −11   | 34  | ANS – POG 1:0 POG – ANS 1:2 |                             |
| 13  | Polonia Słubice       | 30 | 7  | 12 | 11 | 26     | 35     | −9    | 33  | PSŁ – RRA 3:0 RRA – PSŁ 2:0 |                             |
| 14  | Ruch Radzionków (S)   | 30 | 8  | 9  | 13 | 28     | 39     | −11   | 33  | PSŁ – RRA 3:0 RRA – PSŁ 2:0 | Spadek do IV ligi           |
| 15  | Polar Wrocław1,2      | 30 | 9  | 8  | 13 | 31     | 49     | −18   | 32  | Drużyna rozwiązana          |                             |
| 16  | Promień Żary (S)      | 30 | 2  | 12 | 16 | 16     | 55     | −39   | 18  | Spadek do IV ligi           |                             |

### Baraże o II ligę
| 15 czerwca 2006 | Odra Opole    | 1:1   | Radomiak Radom |                                                             |
| 17:00           | Nakielski 50' | (0:1) | Kacprzak 6'    | Opole, Stadion Odry Widzów: 4000 Sędzia: Marek Ryżek (Piła) |

| 18 czerwca 2006 | Radomiak Radom                                                                       | 1:1 (pd.)               | Odra Opole                                                                            |                                                                         |
| 17:00           | Wachowicz 37'                                                                        | (1:1, 1:1, 1:1, k. 2:4) | Ganowicz 18'                                                                          | Radom, Stadion Radomiaka Widzów: 8500 Sędzia: Jarosław Żyro (Bydgoszcz) |
| 17:00           | · Krzysztof Nykiel · Zbigniew Wachowicz · Dariusz Rysiewski · Swetosław Byrkaniczkow | Rzuty karne             | · Marcin Rogowski · Marcel Surowiak · Marek Tracz · Dariusz Filipczak · Piotr Plewnia | Radom, Stadion Radomiaka Widzów: 8500 Sędzia: Jarosław Żyro (Bydgoszcz) |

Zwycięzca: Odra Opole (po rzutach karnych)

## Sezon 2004/2005

### Drużyny
| Uczestnicy poprzedniej edycji                                                                                 | Uczestnicy poprzedniej edycji | Uczestnicy poprzedniej edycji | Uczestnicy poprzedniej edycji |
| --- | ----------------------------- | ----------------------------- | ----------------------------- |
| ŚLĄ | Śląsk Wrocław                 | 23                            |                               |
| ODO | Odra Opole                    | 4                             |                               |
| MIE | Miedź Legnica                 | 5                             |                               |
| LZG | Lech Zielona Góra             | 65                            |                               |
| RRA | Ruch Radzionków               | 7                             |                               |
| PBT | Polonia Bytom                 | 8                             |                               |
| WAM | Walka Makoszowy               | 9                             |                               |
| ROZ | Rozwój Katowice               | 10                            |                               |
| CHG | Chrobry Głogów                | 11                            |                               |
| PRŻ | Promień Żary                  | 12                            |                               |
| PSŁ | Polonia Słubice               | 134                           |                               |
| Spadek z II ligi 2003/2004                                                                                    |                               |                               |                               |
| PWR | Polar Wrocław                 | 15                            |                               |
| Awans z IV ligi 2003/2004                                                                                     |                               |                               |                               |
| grupa dolnośląska                                                                                             |                               |                               |                               |
| INX | Inkopax Wrocław               | 12                            |                               |
| grupa lubuska                                                                                                 |                               |                               |                               |
| ANS | Arka Nowa Sól                 | 1                             |                               |
| grupa opolska                                                                                                 |                               |                               |                               |
| TOR | TOR Dobrzeń Wielki            | 1                             |                               |
| grupa śląska II                                                                                               |                               |                               |                               |
| JAS | Górnik Jastrzębie Zdrój       | 1                             |                               |
| Oznaczenia: - kolumna pierwsza – skróty nazw drużyn, - kolumna trzecia – miejsce zajęte w poprzednim sezonie. |                               |                               |                               |

Objaśnienia:
1. Górnik Jastrzębie Zdrój wygrał baraże o awans do III ligi z MKS-em Sławków.
2. Inkopax Wrocław przeniósł się do Kątów Wrocławskich i zmienił nazwę na Motobi Kąty Wrocławskie. W przerwie zimowej został przemianowany na Motobi Bystrzyca Kąty Wrocławskie.
3. Śląsk Wrocław przegrał baraże o awans do II ligi z Arką Gdynia.
4. Polonia Słubice utrzymała się w III lidze dzięki wycofaniu się Włókniarza Kietrz przed sezonem.
5. Lech Zielona Góra 25 stycznia 2005 roku zmienił nazwę na Lechia Zielona Góra.

### Tabela końcowa
| Lp. | Drużyna                                | M  | Z  | R  | P  | Bramki | Bramki | Różn. | Pkt | Uwagi                       | Bezpośrednio                |
| --- | -------------------------------------- | -- | -- | -- | -- | ------ | ------ | ----- | --- | --------------------------- | --------------------------- |
| 1   | Śląsk Wrocław (M) (A)                  | 30 | 16 | 10 | 4  | 56     | 25     | +31   | 58  | Awans do II ligi            | ŚLĄ – PBT 1:0 PBT – ŚLĄ 1:1 |
| 2   | Polonia Bytom (B)                      | 30 | 17 | 7  | 6  | 38     | 18     | +20   | 58  | Baraże o II ligę            | ŚLĄ – PBT 1:0 PBT – ŚLĄ 1:1 |
| 3   | Polar Wrocław                          | 30 | 16 | 8  | 6  | 51     | 28     | +23   | 56  |                             |                             |
| 4   | Ruch Radzionków                        | 30 | 15 | 9  | 6  | 48     | 28     | +20   | 54  |                             |                             |
| 5   | Miedź Legnica                          | 30 | 11 | 12 | 7  | 36     | 30     | +6    | 45  |                             |                             |
| 6   | Rozwój Katowice                        | 30 | 12 | 7  | 11 | 43     | 33     | +10   | 43  |                             |                             |
| 7   | Promień Żary                           | 30 | 11 | 7  | 12 | 35     | 38     | −3    | 40  |                             |                             |
| 8   | Górnik Jastrzębie Zdrój                | 30 | 10 | 9  | 11 | 38     | 41     | −3    | 39  | JAS – ANS 2:1 ANS – JAS 0:0 |                             |
| 9   | Arka Nowa Sól                          | 30 | 11 | 6  | 13 | 40     | 48     | −8    | 39  | JAS – ANS 2:1 ANS – JAS 0:0 |                             |
| 10  | Chrobry Głogów                         | 30 | 9  | 11 | 10 | 40     | 41     | −1    | 38  | CHG – WAM 3:1 WAM – CHG 0:2 |                             |
| 11  | Walka Makoszowy                        | 30 | 10 | 8  | 12 | 34     | 37     | −3    | 38  | CHG – WAM 3:1 WAM – CHG 0:2 |                             |
| 12  | Odra Opole                             | 30 | 9  | 10 | 11 | 26     | 26     | 0     | 37  |                             |                             |
| 13  | Lechia Zielona Góra3                   | 30 | 7  | 9  | 14 | 31     | 53     | −22   | 30  |                             |                             |
| 14  | Polonia Słubice1                       | 30 | 8  | 5  | 17 | 35     | 59     | −24   | 29  |                             |                             |
| 15  | Motobi Bystrzyca Kąty Wrocławskie2 (S) | 30 | 7  | 7  | 16 | 30     | 42     | −12   | 28  | Spadek do IV ligi           |                             |
| 16  | TOR Dobrzeń Wielki (S)                 | 30 | 6  | 5  | 19 | 22     | 56     | −34   | 23  | Spadek do IV ligi           |                             |

### Baraże o II ligę
| 18 czerwca 2005 | Polonia Bytom | 1:0   | Szczakowianka Jaworzno |                                                                                     |
| 16:00           | Trzeciak 31'  | (1:0) |                        | Bytom, Stadion im. Edwarda Szymkowiaka Widzów: 4 000 Sędzia: Leszek Gawron (Mielec) |

| 22 czerwca 2005 | Szczakowianka Jaworzno   | 2:1   | Polonia Bytom |                                                                         |
| 17:00           | Solnica 44' · Węgier 90' | (1:0) | Gacki 90'     | Jaworzno, Stadion Miejski Widzów: 4 000 Sędzia: Jacek Granat (Warszawa) |

Zwycięzca: Polonia Bytom (bramki na wyjeździe)

## Sezon 2003/2004

### Drużyny
| Uczestnicy poprzedniej edycji                                                                                 | Uczestnicy poprzedniej edycji | Uczestnicy poprzedniej edycji | Uczestnicy poprzedniej edycji |
| --- | ----------------------------- | ----------------------------- | ----------------------------- |
| ZSO | Zagłębie Sosnowiec            | 2                             |                               |
| LZG | Lech/Zryw Zielona Góra        | 31                            |                               |
| WŁK | Włókniarz Kietrz              | 4                             |                               |
| OUO | Odra/Unia Opole               | 52                            |                               |
| MIE | Miedź Legnica                 | 6                             |                               |
| PRŻ | Promień Żary                  | 7                             |                               |
| MKG | MK Górnik Katowice            | 8                             |                               |
| ROZ | Rozwój Katowice               | 9                             |                               |
| PBT | Polonia Bytom                 | 10                            |                               |
| CAR | Carbo Gliwice                 | 11                            |                               |
| Spadek z II ligi 2002/2003                                                                                    |                               |                               |                               |
| ŚLĄ | Śląsk Wrocław                 | 15                            |                               |
| RRA | Ruch Radzionków               | 16                            |                               |
| Awans z IV ligi 2002/2003                                                                                     |                               |                               |                               |
| grupa dolnośląska                                                                                             |                               |                               |                               |
| CHG | Chrobry Głogów                | 1                             |                               |
| grupa lubuska                                                                                                 |                               |                               |                               |
| PSŁ | Polonia Słubice               | 1                             |                               |
| grupa opolska                                                                                                 |                               |                               |                               |
| SWO | Swornica Czarnowąsy           | 1                             |                               |
| grupa śląska I                                                                                                |                               |                               |                               |
| WAM | Walka Makoszowy               | 1                             |                               |
| Oznaczenia: - kolumna pierwsza – skróty nazw drużyn, - kolumna trzecia – miejsce zajęte w poprzednim sezonie. |                               |                               |                               |

Objaśnienia:
1. Lech/Zryw Zielona Góra zmienił nazwę na Lech Zielona Góra.
2. Odra/Unia Opole zmieniła nazwę na Odra Opole.
3. Walka Makoszowy wygrała baraże o awans do III ligi z Przyszłością Rogów.

### Tabela
| Lp. | Drużyna                    | M  | Z  | R  | P  | Bramki | Bramki | Różn. | Pkt | Uwagi                                                         | Bezpośrednio                |
| --- | -------------------------- | -- | -- | -- | -- | ------ | ------ | ----- | --- | ------------------------------------------------------------- | --------------------------- |
| 1   | Zagłębie Sosnowiec (M) (A) | 30 | 26 | 2  | 2  | 68     | 23     | +45   | 80  | Awans do II ligi                                              |                             |
| 2   | Śląsk Wrocław (B)          | 30 | 21 | 5  | 4  | 69     | 28     | +41   | 68  | Baraże o II ligę                                              |                             |
| 3   | Włókniarz Kietrz1          | 30 | 15 | 5  | 10 | 48     | 36     | +12   | 50  | Drużyna wycofana                                              |                             |
| 4   | Odra Opole                 | 30 | 15 | 4  | 11 | 36     | 30     | +6    | 49  |                                                               | ODO - MIE 2:0 MIE - ODO 0:0 |
| 5   | Miedź Legnica              | 30 | 14 | 7  | 9  | 42     | 32     | +10   | 49  |                                                               | ODO - MIE 2:0 MIE - ODO 0:0 |
| 6   | Lech Zielona Góra          | 30 | 12 | 11 | 7  | 44     | 39     | +5    | 47  |                                                               |                             |
| 7   | Ruch Radzionków            | 30 | 11 | 7  | 12 | 30     | 30     | 0     | 40  |                                                               |                             |
| 8   | Polonia Bytom              | 30 | 10 | 8  | 12 | 34     | 34     | 0     | 38  | PBT: 8 pkt, różn. +4 WAM: 6 pkt, różn. 0 ROZ: 2 pkt, różn. -4 |                             |
| 9   | Walka Makoszowy            | 30 | 9  | 11 | 10 | 37     | 37     | 0     | 38  | PBT: 8 pkt, różn. +4 WAM: 6 pkt, różn. 0 ROZ: 2 pkt, różn. -4 |                             |
| 10  | Rozwój Katowice            | 30 | 10 | 8  | 12 | 30     | 41     | −11   | 38  | PBT: 8 pkt, różn. +4 WAM: 6 pkt, różn. 0 ROZ: 2 pkt, różn. -4 |                             |
| 11  | Chrobry Głogów             | 30 | 10 | 7  | 13 | 38     | 36     | +2    | 37  |                                                               |                             |
| 12  | Promień Żary               | 30 | 8  | 10 | 12 | 29     | 31     | −2    | 34  |                                                               |                             |
| 13  | Polonia Słubice1           | 30 | 10 | 1  | 19 | 30     | 57     | −27   | 31  |                                                               |                             |
| 14  | MK Górnik Katowice (S)     | 30 | 8  | 5  | 17 | 35     | 50     | −15   | 29  | Spadek do IV ligi                                             |                             |
| 15  | Swornica Czarnowąsy (S)    | 30 | 5  | 6  | 19 | 22     | 56     | −34   | 21  | Spadek do IV ligi                                             |                             |
| 16  | Carbo Gliwice (S)          | 30 | 4  | 7  | 19 | 15     | 48     | −33   | 19  | Spadek do IV ligi                                             |                             |

### Baraże o II ligę
| 20 czerwca 2004 | Śląsk Wrocław | 0:0   | Arka Gdynia |  |
| 15:15           |               | (0:0) |             |  |

| 26 czerwca 2004 | Arka Gdynia | 2:1   | Śląsk Wrocław |  |
| 15:00           |             | (1:0) |               |  |

Zwycięzca barażu: Arka Gdynia

## Sezon 2002/2003

### Drużyny
| Uczestnicy poprzedniej edycji                                                                                 | Uczestnicy poprzedniej edycji | Uczestnicy poprzedniej edycji | Uczestnicy poprzedniej edycji |
| --- | ----------------------------- | ----------------------------- | ----------------------------- |
| PIA | Piast Gliwice                 | 2                             |                               |
| POG | Pogoń Świebodzin              | 3                             |                               |
| MIE | Miedź Legnica                 | 4                             |                               |
| ROZ | Rozwój Katowice               | 5                             |                               |
| GRŚ | Grunwald Ruda Śląska          | 6                             |                               |
| MKG | MK Górnik Katowice            | 7                             |                               |
| LZG | Lech/Zryw Zielona Góra        | 8                             |                               |
| PBT | Polonia Bytom                 | 9                             |                               |
| Spadek z II ligi 2001/2002                                                                                    |                               |                               |                               |
| ZSO | Zagłębie Sosnowiec            | 17                            |                               |
| ODO | Odra Opole                    | 18                            |                               |
| WŁK | Włókniarz Kietrz              | 19                            |                               |
| MYS | KS Myszków                    | 20                            |                               |
| Awans z IV ligi 2001/2002                                                                                     |                               |                               |                               |
| grupa dolnośląska                                                                                             |                               |                               |                               |
| ZGO | Nysa Zgorzelec                | 1                             |                               |
| grupa lubuska                                                                                                 |                               |                               |                               |
| PRŻ | Promień Żary                  | 1                             |                               |
| grupa opolska                                                                                                 |                               |                               |                               |
| SKG | Skalnik Gracze                | 1                             |                               |
| grupa śląska I                                                                                                |                               |                               |                               |
| CAR | Carbo Gliwice                 | 1                             |                               |
| Oznaczenia: - kolumna pierwsza – skróty nazw drużyn, - kolumna trzecia – miejsce zajęte w poprzednim sezonie. |                               |                               |                               |

Objaśnienia:
1. Carbo Gliwice wygrał baraże o awans z Odrą II Wodzisław Śląski.

### Tabela
| Lp. | Drużyna                  | M  | Z  | R  | P  | Bramki | Bramki | Różn. | Pkt | Uwagi             |
| --- | ------------------------ | -- | -- | -- | -- | ------ | ------ | ----- | --- | ----------------- |
| 1   | Piast Gliwice (M) (A)    | 30 | 20 | 5  | 5  | 54     | 26     | +28   | 65  | Awans do II ligi  |
| 2   | Zagłębie Sosnowiec       | 30 | 18 | 7  | 5  | 49     | 15     | +34   | 61  |                   |
| 3   | Lech/Zryw Zielona Góra   | 30 | 16 | 10 | 4  | 50     | 28     | +22   | 58  |                   |
| 4   | Włókniarz Kietrz         | 30 | 16 | 8  | 6  | 56     | 20     | +36   | 56  |                   |
| 5   | Odra/Unia Opole          | 30 | 14 | 11 | 5  | 44     | 26     | +18   | 53  |                   |
| 6   | Miedź Legnica            | 30 | 12 | 7  | 11 | 41     | 37     | +4    | 43  |                   |
| 7   | Promień Żary             | 30 | 11 | 6  | 13 | 43     | 49     | −6    | 39  |                   |
| 8   | MK Górnik Katowice       | 30 | 10 | 8  | 12 | 30     | 38     | −8    | 38  |                   |
| 9   | Rozwój Katowice          | 30 | 9  | 10 | 11 | 38     | 38     | 0     | 37  |                   |
| 10  | Polonia Bytom            | 30 | 10 | 7  | 13 | 36     | 38     | −2    | 37  |                   |
| 11  | Carbo Gliwice            | 30 | 9  | 10 | 11 | 37     | 53     | −16   | 37  |                   |
| 12  | Grunwald Ruda Śląska (S) | 30 | 9  | 9  | 12 | 37     | 46     | −9    | 36  | Spadek do IV ligi |
| 13  | Pogoń Świebodzin (S)     | 30 | 9  | 8  | 13 | 37     | 40     | −3    | 35  | Spadek do IV ligi |
| 14  | MKS Myszków (S)          | 30 | 6  | 7  | 17 | 27     | 56     | −29   | 25  | Spadek do IV ligi |
| 15  | Nysa Zgorzelec (S)       | 30 | 5  | 8  | 17 | 27     | 54     | −27   | 23  | Spadek do IV ligi |
| 16  | Skalnik Gracze (S)       | 30 | 4  | 3  | 23 | 24     | 66     | −42   | 15  | Spadek do IV ligi |

## Sezon 2001/2002

### Drużyny
| Uczestnicy poprzedniej edycji                                                                                 | Uczestnicy poprzedniej edycji | Uczestnicy poprzedniej edycji | Uczestnicy poprzedniej edycji |
| --- | ----------------------------- | ----------------------------- | ----------------------------- |
| MIE | Miedź Legnica                 | 2                             |                               |
| BBTS | BBTS Bielsko-Biała            | 3                             |                               |
| CON | Concordia Knurów              | 4                             |                               |
| ROZ | Rozwój Katowice               | 5                             |                               |
| CHG | Chrobry Głogów                | 6                             |                               |
| INX | Inkopax Wrocław               | 7                             |                               |
| POŚ | Pogoń Oleśnica                | 8                             |                               |
| CŻA | Czarni Żagań                  | 9                             |                               |
| DRE | Lubuszanin Drezdenko          | 10                            |                               |
| GRŚ | Grunwald Ruda Śląska          | 12                            |                               |
| MKG | MK Górnik Katowice            | 13                            |                               |
| POG | Pogoń Świebodzin              | 14                            |                               |
| JAS | Górnik Jastrzębie Zdrój       | 151                           |                               |
| Spadek z II ligi 2000/2001                                                                                    |                               |                               |                               |
| PBT | Polonia Bytom                 | 17                            |                               |
| Awans z IV ligi 2000/2001                                                                                     |                               |                               |                               |
| grupa dolnośląska I                                                                                           |                               |                               |                               |
| BIE | Bielawianka Błękitni Bielawa  | 12, 3                         |                               |
| grupa lubuska                                                                                                 |                               |                               |                               |
| LZG | Lech/Zryw Zielona Góra        | 14                            |                               |
| grupa opolska                                                                                                 |                               |                               |                               |
| KĘD | KS Kędzierzyn-Koźle           | 15                            |                               |
| grupa śląska I                                                                                                |                               |                               |                               |
| PIA | Piast Gliwice                 | 16                            |                               |
| Oznaczenia: - kolumna pierwsza – skróty nazw drużyn, - kolumna trzecia – miejsce zajęte w poprzednim sezonie. |                               |                               |                               |

Objaśnienia:
1. GKP Gorzów Wielkopolski wycofał się przed sezonem, dzięki czemu utrzymał się Górnik Jastrzębie-Zdrój.
2. Bielawianka Bielawa wygrała baraże o awans z Iskrą Kochlice.
3. Bielawianka Bielawa połączyła się z Błękitnymi Owiesno tworząc klub Bielawianka Błękitni Bielawa.
4. Lech Sulechów połączył się ze Zrywem Zielona Góra tworząc klub Lech/Zryw Zielona Góra.
5. Mec Sławięcice zmienił w trakcie rozgrywek nazwę na KS Kędzierzyn-Koźle.
6. Piast Gliwice wygrał baraże o awans z Victorią Jaworzno.

### Tabela
| Lp. | Drużyna                           | M  | Z  | R  | P  | Bramki | Bramki | Różn. | Pkt | Uwagi                       | Bezpośrednio                |
| --- | --------------------------------- | -- | -- | -- | -- | ------ | ------ | ----- | --- | --------------------------- | --------------------------- |
| 1   | BBTS Bielsko-Biała (M) (A)        | 34 | 23 | 8  | 3  | 70     | 18     | +52   | 77  | Awans do II ligi            |                             |
| 2   | Piast Gliwice                     | 34 | 19 | 5  | 10 | 67     | 35     | +32   | 62  |                             | PIA - POG 1:0 POG - PIA 1:0 |
| 3   | Pogoń Świebodzin                  | 34 | 18 | 8  | 8  | 56     | 35     | +21   | 62  |                             | PIA - POG 1:0 POG - PIA 1:0 |
| 4   | Miedź Legnica                     | 34 | 17 | 5  | 12 | 50     | 40     | +10   | 56  |                             |                             |
| 5   | Rozwój Katowice                   | 34 | 17 | 4  | 13 | 52     | 36     | +16   | 55  | ROZ - GRŚ 2:0 GRŚ - ROZ 2:0 |                             |
| 6   | Grunwald Ruda Śląska              | 34 | 17 | 4  | 13 | 42     | 37     | +5    | 55  | ROZ - GRŚ 2:0 GRŚ - ROZ 2:0 |                             |
| 7   | MK Górnik Katowice                | 34 | 14 | 12 | 8  | 37     | 29     | +8    | 54  |                             |                             |
| 8   | Lech/Zryw Zielona Góra2           | 34 | 15 | 8  | 11 | 39     | 36     | +3    | 53  |                             |                             |
| 9   | Polonia Bytom                     | 34 | 16 | 4  | 14 | 32     | 32     | 0     | 52  | PBT - KĘD 1:0 KĘD - PBT 1:2 |                             |
| 10  | KS Kędzierzyn-Koźle3 (S)          | 34 | 14 | 10 | 10 | 34     | 26     | +8    | 52  | PBT - KĘD 1:0 KĘD - PBT 1:2 | Spadek do IV ligi           |
| 11  | Inkopax Wrocław (S)               | 34 | 14 | 7  | 13 | 49     | 38     | +11   | 49  |                             | Spadek do IV ligi           |
| 12  | Pogoń Oleśnica (S)                | 34 | 9  | 10 | 15 | 34     | 43     | −9    | 37  |                             | Spadek do IV ligi           |
| 13  | Lubuszanin Drezdenko (S)          | 34 | 10 | 6  | 18 | 30     | 49     | −19   | 36  |                             | Spadek do IV ligi           |
| 14  | Chrobry Głogów (S)                | 34 | 9  | 8  | 17 | 30     | 55     | −25   | 35  | CHG - JAS 2:1 JAS - CHG 2:2 | Spadek do IV ligi           |
| 15  | Górnik Jastrzębie Zdrój4 (S)      | 34 | 9  | 8  | 17 | 32     | 53     | −21   | 35  | CHG - JAS 2:1 JAS - CHG 2:2 | Spadek do IV ligi           |
| 16  | Czarni Żagań (S)                  | 34 | 8  | 10 | 16 | 30     | 52     | −22   | 34  |                             | Spadek do IV ligi           |
| 17  | Bielawianka Błękitni Bielawa1 (S) | 34 | 7  | 8  | 19 | 37     | 63     | −26   | 29  |                             | Spadek do IV ligi           |
| 18  | Concordia Knurów (S)              | 34 | 5  | 5  | 24 | 24     | 68     | −44   | 20  |                             | Spadek do IV ligi           |

## Sezon 2000/2001
| Lp. | Drużyna                        | M   | Z   | R   | P   | Bramki | Bramki | Różn. | Pkt  | Uwagi              | Bezpośrednio |
| --- | ------------------------------ | --- | --- | --- | --- | ------ | ------ | ----- | ---- | ------------------ | ------------ |
| 1   | Szczakowianka Jaworzno (M) (A) | 38  | 30  | 3   | 5   | 91     | 25     | +66   | 93   | Awans do II ligi   |              |
| 2   | Miedź Legnica                  | 38  | 26  | 7   | 5   | 67     | 19     | +48   | 85   |                    |              |
| 3   | BBTS Bielsko-Biała             | 38  | 25  | 7   | 6   | 64     | 24     | +40   | 82   |                    |              |
| 4   | Concordia Knurów               | 38  | 16  | 12  | 10  | 55     | 41     | +14   | 60   |                    |              |
| 5   | Rozwój Katowice                | 38  | 16  | 9   | 13  | 61     | 37     | +24   | 57   |                    |              |
| 6   | Chrobry Głogów                 | 38  | 16  | 9   | 13  | 52     | 28     | +24   | 57   |                    |              |
| 7   | Inkopax Wrocław                | 38  | 17  | 6   | 15  | 64     | 54     | +10   | 57   |                    |              |
| 8   | Pogoń Oleśnica                 | 38  | 17  | 5   | 16  | 57     | 46     | +11   | 56   |                    |              |
| 9   | Czarni Żagań                   | 38  | 17  | 5   | 16  | 57     | 61     | −4    | 56   |                    |              |
| 10  | Lubuszanin Drezdenko           | 38  | 17  | 4   | 17  | 41     | 35     | +6    | 55   |                    |              |
| 11  | GKP Gorzów Wielkopolski1       | 38  | 16  | 7   | 15  | 45     | 51     | −6    | 55   | Drużyna wycofana   |              |
| 12  | Grunwald Ruda Śląska           | 38  | 16  | 6   | 16  | 49     | 61     | −12   | 54   |                    |              |
| 13  | Górnik MK Katowice             | 38  | 16  | 5   | 17  | 52     | 46     | +6    | 53   |                    |              |
| 14  | Pogoń Świebodzin               | 38  | 15  | 7   | 16  | 49     | 52     | −3    | 52   |                    |              |
| 15  | Górnik Jastrzębie Zdrój1       | 38  | 15  | 7   | 16  | 44     | 50     | −6    | 52   |                    |              |
| 16  | Górnik Wałbrzych (S)           | 38  | 14  | 4   | 20  | 54     | 58     | −4    | 46   | Spadek do IV ligi  |              |
| 17  | Odra II Opole (S)              | 38  | 10  | 8   | 20  | 46     | 79     | −33   | 38   | Spadek do IV ligi  |              |
| 18  | Warta Zawiercie2               | 38  | 8   | 12  | 18  | 42     | 61     | −19   | 36   | Drużyna rozwiązana |              |
| 19  | Zryw Zielona Góra (S)          | 38  | 5   | 7   | 26  | 50     | 89     | −39   | 22   | Spadek do IV ligi  |              |
| 20  | Raków Częstochowa (S)          | 38  | 1   | 4   | 33  | 16     | 139    | −123  | 7    | Spadek do IV ligi  |              |
|     |                                | 760 | 313 | 134 | 313 | 1056   | 1056   |       | 1073 |                    |              |